# 布克依斡耳朵
布克依斡耳朵，是一個位於里海以北，伏爾加河和烏拉爾河之間哈薩克人自治國家，由1801年存在至1845年，他的可汗後來因反俄起義被俄罗斯帝国廢除。汗國一名來自小玉茲努拉里汗之子布克依，佔地約71,000平方公里。
布克依斡耳朵最早的居民是五千戶小玉兹居民，到十九世纪中人口200000人。
十八世纪時俄國人試圖禁止哈薩克人越過烏拉爾河。但在1771年後政策改變，從1782年俄國人許可努拉里汗和他的家人，後來其他一些群體合法越過烏拉爾河定居在卡爾梅克人的棄地中。 
1801年，俄罗斯帝国保羅一世允許努爾·阿里的兒子蘇丹布克依，以及來自小玉茲7,500個家庭永久駐留在烏拉爾西側，汗國除了哈薩克人，還有少數卡拉卡爾帕克族、韃靼族和俄羅斯人，在行政上，最初隸屬於阿斯特拉罕總督，但在1808年，行政管理移交給奧倫堡邊境委員會。
布克依死後兒子昔凱汗繼位(1819–1823)，昔凱汗死後揚吉爾·克列汗繼位(1823-1845)，他死後可汗被廢止由俄羅斯行政官员取代。